# 경산휴게소
경산휴게소(慶山休憩所, Gyeongsan Service area)은 경상북도 경산시 진량읍 신상리에 위치한 경부고속도로의 고속도로 휴게소이다. 주소는 경상북도 경산시 진량읍 대학로 1089이다. 부산기점에서 111km 떨어진 곳에 위치하며, 서울방향에만 휴게소가 존재한다.
1969년 12월 29일 경부고속도로 대구 ~ 부산 구간이 개통되면서 개장하였으며, 그 당시 경산 나들목도 이 위치에 설치되어 있었으나, 1998년 8월 25일 경산휴게소에서 서울방향으로 2.2km 옮긴 현 위치인 경상북도 경산시 진량읍 선화리, 하양읍 환상리로 이설되었다.

## 시설
- 브랜드 매장 : 스테프 핫도그
- 경정비소 : 있음
- 화물휴게소 : 없음
- 정유사 : Ex-oil주유소, Sk(LPG충전소)
- 대표음식 : 농금이 순살 돈까스
  - 북위 35° 52′ 45″ 동경 128° 48′ 37″ / 북위 35.8792907°  동경 128.8101628°

## 다음 휴게소
상행선
- 경부고속도로 서울방향 칠곡휴게소 46km
- 중앙고속도로 춘천방향 동명휴게소 41km
- 광주대구고속도로 광주방향 논공휴게소 50km
- 중부내륙고속도로지선 현풍방향 현풍휴게소 56km
- 새만금포항고속도로 포항방향 와촌휴게소 27km

## 전후
- 경산 나들목 ← 경산휴게소 ← 영천 나들목
- 칠곡휴게소 ← 경산휴게소 ← 건천휴게소

## 같이 보기
- 경산 나들목
- 평사휴게소